# Schnelligkeitstest und Niveautest
Psychologische Leistungstests lassen sich je nach Aufgabenstellung in Schnelligkeitstests (auch Speedtests oder speeded Tests) und Niveautests (auch Powertests) unterteilen.
Speedtests enthalten nur Aufgaben, die von jedem Probanden gelöst werden können. Die Bearbeitungszeit wird allerdings so gering angesetzt, dass kein Proband alle Aufgaben bearbeiten kann. Unterschiede in den Leistungen ergeben sich so lediglich durch die unterschiedliche Bearbeitungsgeschwindigkeit der Probanden. Ein typisches Beispiel für so einen Test ist der Test d2, bei dem die einzige Aufgabe darin besteht, jedes "d", das zwei Striche über oder unter sich hat, durchzustreichen.
Niveautests enthalten Aufgaben mit zunehmender Aufgabenschwierigkeit. Das bedeutet, dass jede nachfolgende Aufgabe schwieriger ist als die vorhergehende. Der Proband kann also die Aufgaben soweit bearbeiten, bis sie für ihn zu schwer sind, um sie zu lösen. Im Grunde ist keine Zeitvorgabe notwendig, da selbst bei unbegrenzter Zeitvorgabe nicht alle Aufgaben gelöst werden können und der Proband anfangen muss zu raten. Um das zu verhindern und die Testung nicht unnötig in die Länge zu ziehen, wird jedoch häufig dennoch eine großzügige Zeitbegrenzung vorgegeben, die allerdings so groß sein muss, dass der Proband alle Aufgaben bearbeiten kann, die er ohne Raten zu lösen in der Lage ist. Ein typisches Beispiel dafür sind die Ravens Progressive Matrizen.
Es kommt nicht selten vor, dass beide Methoden in einem Test verknüpft werden, also Aufgaben mit steigender Aufgabenschwierigkeit, bei gleichzeitig zu knapper Bearbeitungszeit gestellt werden. Laut Wilhelm und Schulze (2002) sollen diese "speeded Tests" allerdings mehr mit reinen Schnelligkeitstests zusammenhängen als mit Niveautests.
Eine andere Strategie ist es, zunächst eine kurze Zeit vorzugeben und die Menge der in dieser Zeit gelösten Aufgaben zu ermitteln – die restlichen Aufgaben dann ohne Zeitdruck weiterbearbeiten zu lassen. Vergleiche der Leistungen lassen dann den Schluss zu, ob der Zeitdruck einen Einfluss auf die Leistungsfähigkeit hat.